# Funktionär
Ein Funktionär („Beauftragter“, ehrenamtlicher oder hauptberuflicher Amts- oder Mandatsträger; von lat. fungi, „verrichten“, „besorgen“, „(ein Amt) verwalten“) ist eine Person, die innerhalb einer Organisation eine Führungsposition innehat. Es handelt sich also um soziologische Funktions- und Strukturzusammenhänge, wie sie z. B. durch Theorien des Funktionalismus u. a. von Bronisław Malinowski, von Alfred Radcliffe-Brown und von Talcott Parsons untersucht wurden.
Funktionär wird man in der Regel durch Kooptation, die durch eine oftmals formal notwendige Wahl nach außen legitimiert wird. Diese Form der Funktionärsrekrutierung ist am stärksten in Parteien zu finden, Parteifunktionäre zum Beispiel als Geschäftsstellenleiter oder Sekretäre des Parteivorsitzenden. Aber auch in anderen Verbänden (Sportfunktionär, Gewerkschaftsfunktionär usw.) findet die Personalauswahl oftmals derart statt. Soziologisch sind hier vor allem die Begriffe Autorität, Bürokratie, Herrschaft, Ämterhäufung und Immunisierung von Bedeutung. Auch die funktionale Differenzierung und Spezialisierung im Sinne der Arbeitsteilung ist hier von Belang (vertikale und horizontale soziologische Schichtung). In hochentwickelten Industriegesellschaften überwiegt oft die vertikale gegenüber der horizontalen Schichtung.